# Smileuma
Smileuma là một chi bướm đêm thuộc họ Geometridae.